# مارجین هلدن
مارجین هُلدن (انگلیسی: Marjean Holden؛ زادهٔ ۳ نوامبر ۱۹۶۴) هنرپیشه و تهیه‌کننده اهل ایالات متحده آمریکا است.

## گزیدهٔ آثار

### سینما
- جرج جنگل ۲ (۲۰۰۳)
- پنج‌شنبه (۱۹۹۸)
- خون‌آشام (۱۹۹۸)
- مورتال کامبت: نابودی (۱۹۹۷)
- سرعت ۲: کنترل سفر دریایی (۱۹۹۷) - به عنوان بدل‌کار
- جهان گمشده: پارک ژوراسیک (۱۹۹۷)
- ماجراجویی بسیار عالی بیل و تد (۱۹۸۹)

### تلویزیون
- بخش فوریت‌های پزشکی (۲۰۰۹)